# 芬坎法明
芬坎法明（英語：或fencamfamine，商品名： Glucoenergan或Reactivan）是一种含氮有机化合物，分子式C15H21N，用作兴奋剂，1960年代由默克公司开发。